# Antonblast
Antonblast, estilizado em letras maiúsculas, é um jogo de plataforma de 2024 feito pela empresa independente de videogame Summitsphere. Após uma campanha bem-sucedida no Kickstarter, o jogo completo foi lançado em 3 de Dezembro de 2024 para Microsoft Windows e algum tempo depois, antes de 2025, para Nintendo Switch. A história segue o especialista em demolições Dynamite Anton, determinado a recuperar sua coleção de espíritos roubados por Satanás .

## História
Satanás está admirando sua própria "vermelhidão" em seu espelho mágico, até que este o informa que um trabalhador de demolição chamado Dynamite Anton tem a pele mais vermelha que a dele. Satanás exige com ciúmes que seu exército de toupeiras atraia Anton até ele para que ele possa roubar a cor deste último. Os espiões invadem o apartamento de Anton e roubam sua premiada coleção de bebidas, deixando Anton furioso e sua colega de trabalho Annie em busca dos responsáveis. A dupla conta com o apoio do dono do cassino Brulo, que promete revogar o banimento vitalício de Anton de seu estabelecimento em troca de livrá-lo de uma maldição satânica.
Depois de encontrar todos os espíritos, a dupla chega até Satanás, que drena a cor de Anton com um canudo, tornando-o imensamente poderoso e vermelho. Os espíritos rejuvenescem e transformam Anton em um demônio, permitindo que ele derrote Satanás e faça com que ambos voltem ao normal. Um Satanás petulante bombardeia o mundo inteiro em retaliação enquanto Anton e Annie se retiram para seu apartamento, a única estrutura que resta de pé, para celebrar sua vitória.

## Jogabilidade
Antonblast é um jogo de ação e plataforma . O jogador assume o controle de Dynamite Anton ou Dynamite Annie enquanto eles invadem diversas áreas povoadas pelos asseclas de Satanás para recuperar os espíritos roubados de Anton. Do Cassino Brulo, que funciona como o mundo central do jogo, eles podem acessar vários níveis diferentes, cada um dos quais abriga um espírito. Todos os espíritos devem ser recuperados para desafiar Satanás e completar o jogo.
O principal meio de ataque de Anton é o “Clutch”, um avanço que destrói inimigos e obstáculos. Agarrar-se a um ritmo definido por um medidor aumenta a velocidade do traço. Pressionar o botão antes de atingir um inimigo ou obstáculo envia Anton para um "Clutch Spin" de alta velocidade, permitindo que ele passe por uma série de obstáculos sem parar. Pressionar o mesmo botão no ar executa um “Hammer Vault” giratório que permite que Anton salte do chão para alturas maiores. Anton também pode rolar e deslizar pelo chão, ou executar a “Bomba Atômica” para despencar no ar e entrar em lixeiras.
Os níveis populares incluem fichas de pôquer de valores diferentes, fitas cassete que podem ser tocadas no Brulo's Casino, latas de spray que desbloqueiam trocas de paleta para o personagem do jogador e um item colecionável especial exclusivo para o nível. O jogador pode gastar fichas de pôquer no Brulo's Casino em atualizações permanentes para sua saúde máxima, power-ups temporários para o próximo nível ou fitas cassete e latas de spray adicionais.
Cada nível é dividido em duas camadas. Anton pode se mover entre as camadas pulando em molas especiais e usar detonadores codificados por cores para remover blocos com uma cor correspondente e transformar a camada oposta. No clímax de cada nível, o jogador ativa um detonador semelhante a um relógio que aciona um evento conhecido como "Happy Hour", dando ao jogador um limite de tempo para retornar ao início do nível antes que ele exploda. Durante o "Happy Hour", os blocos que antes obstruíam o caminho do jogador tornam-se intangíveis, e vice-versa, criando assim uma nova rota que o jogador tem que percorrer para terminar o nível. Vários níveis colocam o jogador contra um chefe; um dos "Boss Buster" de Satanás ou um chefe em maior escala com múltiplas fases.

## Desenvolvimento do Jogo

Foto da Primeira demo de Antonblast da Kickstarter.
Demo Criado em 2022

Antonblast está sendo projetado pelo estúdio Summitsphere, que também está programado para autopublicar o jogo. É o sucessor do lançamento anterior do estúdio , Antonball Deluxe, um Brick Breaker com controles inspirados nos de Mario Bros. É um remake do título do game jam: Antonball e Punchball Antonball  Foi revelado pela primeira vez em 17 de maio de 2022, como uma campanha do Kickstarter com uma demonstração que acompanha o primeiro nível do jogo, Boiler City. Summitsphere cita Wario Land: Super Mario Land 3, Crash Bandicoot, Metroid Dread, Sonic CD, Cuphead, Shovel Knight e como influências . Os gráficos são pixel art criados a partir de animações desenhadas à mão, reduzidas antes de serem implementadas no jogo.  De acordo com o chefe do estúdio Tony Grayson, ele estava em negociações para apresentar o dublador original de Crash Bandicoot, Brendan O'Brien, no jogo; no entanto, O'Brien faleceu antes que pudesse fazer uma aparição no jogo. Está previsto para ser lançado em PCs com Microsoft Windows via Steam e Nintendo Switch . O jogo foi mostrado na PAX East 2023 e mais tarde foi apresentado no Guerrilla Collective Showcase 2023, onde uma nova demonstração pública foi anunciada apresentando mecânicas atualizadas e um nível adicional, Cinnamon Springs.
No Indie World Showcase da Nintendo em 17 de abril de 2024, um novo trailer de Antonblast foi exibido, anunciando que uma nova demo seria lançada no Nintendo Switch no mesmo dia, que era no dia 13 de dezembro de 2024, 10 dias depois, apresentando uma nova tela de título, gráficos atualizados, um conjunto de movimentos atualizado e o anúncio da data de lançamento em 12 de novembro de 2024 com uma atualização para a demo anterior de Antonblast no PC logo depois nas redes sociais da Summitsphere contendo o mesmo conteúdo da versão para Nintendo Switch. demonstração.    em 12 de outubro de 2024, a Summitsphere anunciou o atraso de Antonblast para 3 de dezembro de 2024 devido aos ataques dos furacões Milton e Helene no estado de Flórida, nos Estados Unidos que afetaram a capacidade de alguns membros da equipe da Summitsphere de trabalhar em Antonblast e lançar o jogo no prazo.   No entanto, no mesmo anúncio, eles anunciaram a data de lançamento de uma demo final para Antonblast para compensar o atraso, intitulada: "One Blast Demo" para ser jogável no Steam Next Fest 2024 em 14 de outubro de 2024 apenas no Steam com uma reformulação de Boiler City, um nível adicional, Slowroast Sewer, um nível substituindo Cinamon Springs no demo, uma cena de corte de abertura, um mundo central e dois novos modos: Time Trial e Combo Chain.  No dia 21 de novembro de 2024, o trailer final de Antonblast estreou no The MIX Fall Showcase 2024
Em 29 de novembro de 2024, o lançamento de Antonblast para Nintendo Switch foi anunciado como adiado para um período não anunciado em dezembro de 2024 devido ao desempenho do jogo no Switch não atender aos padrões da Summitsphere e da Nintendo. Além disso, no anúncio mencionado, foi revelado que a Summitsphere fará uma transmissão ao vivo na Twitch em antecipação ao lançamento do Antonblast, no mesmo dia do lançamento do Antonblast para PC.

## Recepção
O escritor da Time Extension, Jack Yarwood, elogiou a demo, apreciando Antonblast por "preencher a lacuna" deixada pela falta de novos videogames Wario Land. O escritor do Hardcore Gamer, Kyle LeClair, incluiu Antonblast em sua lista dos 10 melhores jogos apresentados na PAX East 2023, elogiando-o como uma "ótima ode" à série Wario Land e ao Game Boy Advance em geral. Ele achou a plataforma agradável, chamando a mecânica de pular para dentro e para fora do fundo de "inteligente" e também chamando a destruição no jogo de "extremamente divertida". O escritor do Kotaku, Kenneth Shepard, incluiu-o em sua lista de jogos indie lançados em 2023 que ele queria mostrar, elogiando sua pixel art, ação e premissa.